# Rubén Martínez
Rubén Martínez Hernández (nascido em 19 de fevereiro de 1985, em Madrid) é um ciclista profissional espanhol, que competiu para a equipe Caja Rural entre o ano de 2008 até 2011.

## Palmarés
Ele não conseguiu vencer como profissional.